# Mademoiselle Parisot
Pour les articles homonymes, voir Parisot.
Eugénie Parisot, dite Mademoiselle Parisot, née vers 1770 et morte à Paris le 22 mars 1845, est une chanteuse d'opéra et danseuse de ballet française de la fin du XVIIIe et du début du XIXe siècle.
Elle débute au Théâtre de Monsieur le 20 décembre 1789 à l'âge de 14 ans.